# 电磁感应

法拉第鐵圈實驗示意圖：左邊線圈磁通量的改變，會在右邊線圈感應出電流。

电磁感应（英語：Electromagnetic induction），是指放在变化磁通量中的导体，会产生电动势。此电动势称为感应电动势或感生电动势，若將此導體閉合成一迴路，则该电动势会驱使电子流动，形成感应电流（感生电流）。
英國物理學家迈克尔·法拉第是一般被认定为在1831年发现電磁感应现象的人，虽然Francesco Zantedeschi在1829年的工作可能对此有所预见。法拉第发现产生在闭合回路上的电动势和通过任何该路径所包围的曲面的磁通量的变化率成正比，这意味着，当通过导体所包围的曲面的磁通量变化时，电流会在任何闭合导体内流动。这适用于当磁场本身变化时或者导体运动於磁场时。电磁感应是发电机、感应马达、变压器和大部分其他电力设备的操作的基础。

## 定律
感应电动勢由法拉第电磁感应定律给出：
{\displaystyle {\mathcal {E}}=-{{\Delta \Phi _{B}} \over \Delta t}} ,
其中
{\displaystyle {\mathcal {E}}}是单位为伏特的电动势
ΦB是单位为韦伯的磁通量。当{\displaystyle \Delta t}趋近于零时，此式表示瞬时感应电动势，否则表示一段时间的平均感应电动势。
对于除了特殊情况外，一般来说，绕着同一区域有N匝回路的线圈，电磁感应的法拉第電磁感應定律表明
{\displaystyle {\mathcal {E}}=-N{{\Delta \Phi _{B}} \over \Delta t}}
其中
{\displaystyle {\mathcal {E}}}是单位为伏特的电动势
N是线圈匝数。
ΦB是单位为韦伯的穿过一个回路的磁通量。
进一步的，楞次定律给出感应电动势的方向如下:
电路上所诱导出的电动势的方向，总是使得它所驱动的电流，会阻礙原先产生它（即电动势）的磁通量之变化。
所以楞次定律决定上面方程中的负号。

### 动生电动势

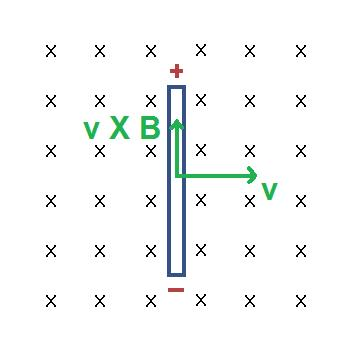
“×"表示存在垂直屏幕向里的匀强磁场，v为运动方向，v×B指向电势较高的一端。

导体以垂直于磁感线的方向在磁场中运动，在同时垂直于磁场和运动方向的两端产生的电动势，称为动生电动势。
动生电动势是由于导体中载流子在磁场中运动受到垂直于磁场和运动方向的洛仑兹力的作用，在导体内移动的结果。当洛仑兹力和导体内电势差产生的电场力平衡时，导体两端电动势稳定。此时：
{\displaystyle {\mathcal {E}}=BLv}
{\displaystyle {\mathcal {E}}}是导体两端电动势， {\displaystyle B} 是磁感应强度， {\displaystyle L} 是产生电动势的两端的距离， {\displaystyle v}是导体运动速度。
导体棒接入一个回路时，动生电动势也可以认为是由于导体运动，使得回路面积改变而使磁通量变化，产生的电动势。
{\displaystyle {\mathcal {E}}={\frac {\Delta \Phi }{\Delta t}}={\frac {B\Delta S}{\Delta t}}={\frac {BL\Delta x}{\Delta t}}=BLv}

### 感生電動勢
由于导体置于变化的磁场而产生的电动势，称为感生电动势。
变化的磁场会产生涡旋电场，导体中载流子在其中运动一周降低的电动势就是感生电动势，满足：
{\displaystyle {\mathcal {E}}={\frac {\Delta \Phi }{\Delta t}}}

## 应用
电磁感应原理用于很多设备和系统，包括:
- 感应马达
- 发电机
- 变压器
- 充电电池的无接触充电（无线充电）
- 電磁爐
- 感应焊接
- 电感器
- 电磁成型（电磁铸造，eletromagnetic forming）
- 磁场计

## 参看
- 数学处理细节请参看麦克斯韦方程组
- 法拉第電磁感應定律
- 电感
- 渦電流
- 移動中的磁鐵與導體問題
- 法拉第弔詭
- 感應加熱

## 外部連結
- Java小程式模擬電磁感應現象（计算机需先安装Java） （页面存档备份，存于）
- 天主教百科全書關於Francesco Zantedeschi （页面存档备份，存于）的紀載。